# Markus Rehm
Markus Rehm (* 22. August 1988 in Göppingen, Baden-Württemberg) ist ein deutscher Leichtathlet im Behindertensport (ehem. der Startklasse T/F44, seit 1. Januar 2018 Klasse T64). Er ist auf den Weitsprung und die Sprintstrecken spezialisiert.

## Berufsweg
Markus Rehm ist Orthopädietechniker-Meister.

## Sportliche Karriere
Als 14-jähriger Wakeboarder verlor er bei einem Unfall im Rahmen eines Wakeboard-Trainings (August 2003) sein rechtes Bein unterhalb des Knies. Dennoch kehrte er schnell wieder zum Sport zurück und wurde 2005 deutscher Vizejugendmeister im Wakeboarden. Danach widmete er sich vermehrt der Leichtathletik und startete zunächst für die TG Reichenbach u. R. 2008 wechselte er zum TSV Bayer 04 Leverkusen, wo Steffi Nerius seitdem seine Trainerin ist.
Bei den IWAS World Junior Games 2009 gewann Rehm die Goldmedaille im Weitsprung und wurde Fünfter über 100 und Sechster über 200 Meter. Ein Jahr später wiederholte er den Titelgewinn im Weitsprung und gewann auch Gold über 200 und Silber über 100 Meter. Seit 2009 tritt Rehm bei den Männern an. Beim Paralympic Worldcup wurde er Zweiter im Weitsprung, bei den IWAS-Weltmeisterschaften in Bangalore gewann er mit der Europarekordweite von 6,75 Metern den Titel im Weitsprung, ebenso mit der 4-mal-100-Meter-Staffel. Über 200 Meter verpasste er als Viertplatzierter knapp eine weitere Medaille.
2011 verteidigte Rehm in Christchurch seinen Titel bei den IPC-Weltmeisterschaften mit der Weltrekordweite von 7,09 Metern. Eine weitere Medaille verpasste er als Viertplatzierter knapp mit der 4-mal-100-Meter-Staffel, über 100 Meter wurde er Zehnter.
2012 gewann er zunächst die Titel im Weitsprung und über 100 Meter bei den IPC-Europameisterschaften in Stadskanaal. Höhepunkt der Saison und der Karriere wurden in diesem Jahr die Paralympischen Spiele in London. Im Weitsprung gewann er vor seinem Landsmann Wojtek Czyz und verbesserte seine eigene Rekordweite um 26 Zentimeter auf 7,35 Meter.
2013 konnte Rehm beim Integrativen Sportfest in Leverkusen den Weltrekord im Weitsprung (Behindertensport, Klasse T/F 44) auf 7,54 Meter verbessern.
2010, 2011, 2012 und 2013 holte Rehm die Titel im Weitsprung bei den Deutschen Meisterschaften.
Nach Rehms eigener Aussage ist es sein Ziel wie schon zuvor Oscar Pistorius in offiziellen Wettbewerben gegen „nichtbehinderte“ Athleten antreten zu können. Mit den seit 2012 gezeigten Leistungen wäre ihm dies möglich, so hätte er mit seiner bei den IPC-Weltmeisterschaften am 24. Juli 2013 gesprungenen T44-Weltrekordweite von 7,95 Metern die Qualifikationsnorm für die Deutschen Meisterschaften 2013 von 7,65 Metern erreicht und dort rechnerisch den dritten Platz belegt.
Am 26. Juli 2014 gewann Rehm mit einer Weite von 8,24 Metern die deutsche Meisterschaft der nichtbehinderten Sportler. Er schlug dabei den ehemaligen Europameister Christian Reif (8,20 Meter) und verbesserte seinen eigenen Paralympics-Weltrekord dabei um 29 Zentimeter. Das Resultat galt zunächst nur unter Vorbehalt, da geklärt werden sollte, ob seine Prothesen ihm keinen unerlaubten Vorteil verschaffen. Am 30. Juli 2014 entschied der Deutsche Leichtathletik-Verband (DLV), dass Rehm nicht an den Europameisterschaften 2014 teilnehmen darf. Laut Verbandspräsident Clemens Prokop bestehen „deutliche Zweifel, dass Sprünge mit Beinprothese und mit einem natürlichen Sprunggelenk vergleichbar sind.“ Messungen der Biomechaniker hatten ergeben, dass Rehm beim Anlauf kurz vor dem Absprung deutlich langsamer war als andere Männer bei vergleichbaren 8-Meter-Sprüngen und er trotzdem beim Absprung eine höhere Vertikalgeschwindigkeit erreichte als Christian Reif. Rehms Trainerin Steffi Nerius kritisierte, dass die Messungen nicht schon früher durchgeführt worden waren, allerdings konnte Markus Rehm eine vom DLV angebotene Messung drei Wochen vor den Meisterschaften nicht wahrnehmen. Auf rechtliche Schritte gegen die Nichtnominierung verzichtete Rehm. Die Behindertenbeauftragte der Bundesregierung, Verena Bentele, kritisierte die Entscheidung: „Ich hätte es gut gefunden, wenn der DLV ein Statement abgegeben und die Inklusion ernsthaft vorangetrieben hätte.“
Im November entschied der DLV, dass Rehm zwar seinen Titel als Weitsprungmeister behalten und auch in Zukunft gemeinsam mit nichtbehinderten Sportlern starten darf, aber getrennt von ihnen gewertet wird. Ein durch die Prothese gegebener Vorteil sei nach den Untersuchungen wahrscheinlich, aber nicht absolut sicher.
2015 wurde Rehm mit der Weltrekordweite von 8,40 m zum dritten Mal Weltmeister.
2016 war er Fahnenträger der deutschen Paralympics-Mannschaft in Rio de Janeiro. Wegen seiner überragenden Erfolge (Goldmedaille 4-mal-100-Meter-Staffel, dgl. im Weitsprung) bei den Paralympics 2016 wurde er am 1. November 2016 mit dem Silbernen Lorbeerblatt ausgezeichnet.
Im Juli 2017 gewann Rehm mit der 4-mal-100-Meter-Staffel bei den Weltmeisterschaften der Behinderten in London die Goldmedaille, nachdem die US-amerikanische Mannschaft disqualifiziert worden war.
2018 holte Rehm im Rahmen der Deutschen Hallenmeisterschaften den Titel beim Weitsprung in der Klasse T64. Bei den IPC-Europameisterschaften in Berlin siegte er im Weitsprung mit Weltrekord von 8,48 m und gewann mit Meisterschaftsrekord von 41,42 s Gold in der 4-mal-100-Meter-Staffel mit Johannes Floors, Phil Grolla und Felix Streng.
Im November 2019 gewann Rehm im Weitsprung sein fünftes WM-Gold in Folge bei den Para Leichtathletik-Weltmeisterschaften in Dubai (Vereinigte Arabische Emirate) mit 8,17 m.
Am 1. Juni 2021 sprang Rehm bei den Para Leichtathletik-Europameisterschaften in Bydgoszcz 8,62 Meter weit. Damit setzte er einen neuen Weltrekord im Weitsprung des Behindertensports und er sprang zudem weiter als alle deutschen Weitspringer vor ihm. Rehm verbesserte mit dem Weitsprung seine persönliche Bestleistung um 14 Zentimeter.
Am 11. Juni 2022 verbesserte Rehm im Rahmen der Golden Roof Challenge in Innsbruck seine eigene Bestmarke im Weitsprung auf 8,66 Meter. Diese wurde jedoch vom IPC nicht als offizieller Weltrekord anerkannt. Einen weiteren offiziellen Weltrekord konnte Rehm am 20. Mai 2023 in Barcelona mit 8,64 Metern setzen. Nur fünf Wochen später am 25. Juni verbesserte Rehm in Rhede den Weltrekord auf 8,72 m.
Bei den Weltmeisterschaften der Behinderten 2024 in Kōbe und bei den Sommer-Paralympics 2024 in Paris gewann er jeweils Gold im Weitsprung.
Markus Rehm ist Markenbotschafter des Prothesenherstellers Össur.

## Ehrungen
- 2014: Behindertensportler des Jahres
- 2016: gemeinsam mit Johannes Floors, Felix Streng und David Behre Behindertensportler-Mannschaft des Jahres (4-mal-100-Meter-Staffel)
- 2017: gemeinsam mit Johannes Floors, Tom Malutedi, und Léon Schäfer Behindertensportler-Mannschaft des Jahres (4-mal-100-Meter-Staffel)[28]
- 2020: Para Sportler des Jahrzehnts[29]

## Persönliche Bestleistungen
| Disziplin     | Ort                       | Zeit/Weite | Datum              | Anmerkung                                                  |
| ------------- | ------------------------- | ---------- | ------------------ | ---------------------------------------------------------- |
| 60 Meter      | Erfurt                    | 7,55 s     | 18. Dezember 2010  |                                                            |
| 100 Meter     | Dubai                     | 11,46 s    | 25. Februar 2014   |                                                            |
| 200 Meter     | Bottrop                   | 24,56 s    | 13. Juni 2010      |                                                            |
| 4 × 100 Meter | Leverkusen                | 42,79 s    | 5. Juni 2015       | Europarekord T42–T47 (Rehm, Behre, Streng, Floors)         |
| 4 × 100 Meter | Doha                      | 41,86 s    | 31. Oktober 2015   | Europarekord T42–T47 (Rehm, Behre, Streng, Floors)         |
| 4 × 100 Meter | Rio de Janeiro            | 40,82 s    | 12. September 2016 | Europarekord T42–T47 (Rehm, Behre, Streng, Floors)         |
| 4 × 100 Meter | Leverkusen                | 40,52 s    | 1. Juli 2022       | Weltrekord T42-47/61-64 (Rehm, Grolla, Streng, Floors)     |
| Weitsprung    | Ulm                       | 8,24 m     | 26. Juli 2014      | Deutscher Meister 2014 DLV und Weltrekord T44              |
| Weitsprung    | L’Hospitalet de Llobregat | 8,29 m     | 16. Mai 2015       | Weltrekord T44                                             |
| Weitsprung    | Nürnberg                  | 8,11 m     | 24. Juli 2015      | Bestweite Deutsche Meisterschaften 2015 (außer Konkurrenz) |
| Weitsprung    | Doha                      | 8,40 m     | 23. Oktober 2015   | Weltrekord T44                                             |
| Weitsprung    | Maebashi                  | 8,47 m     | 7. Juli 2018       | Weltrekord T64                                             |
| Weitsprung    | Berlin                    | 8,48 m     | 25. August 2018    | Weltrekord T64                                             |
| Weitsprung    | Bydgoszcz                 | 8,62 m     | 1. Juni 2021       | Weltrekord T64                                             |
| Weitsprung    | Innsbruck                 | 8,66 m     | 11. Juni 2022      | Persönliche Bestleistung                                   |
| Weitsprung    | Barcelona                 | 8,64 m     | 20. Mai 2023       | Weltrekord T64                                             |
| Weitsprung    | Rhede                     | 8,72 m     | 25. Juni 2023      | Weltrekord T64                                             |